# Brian Goodwin

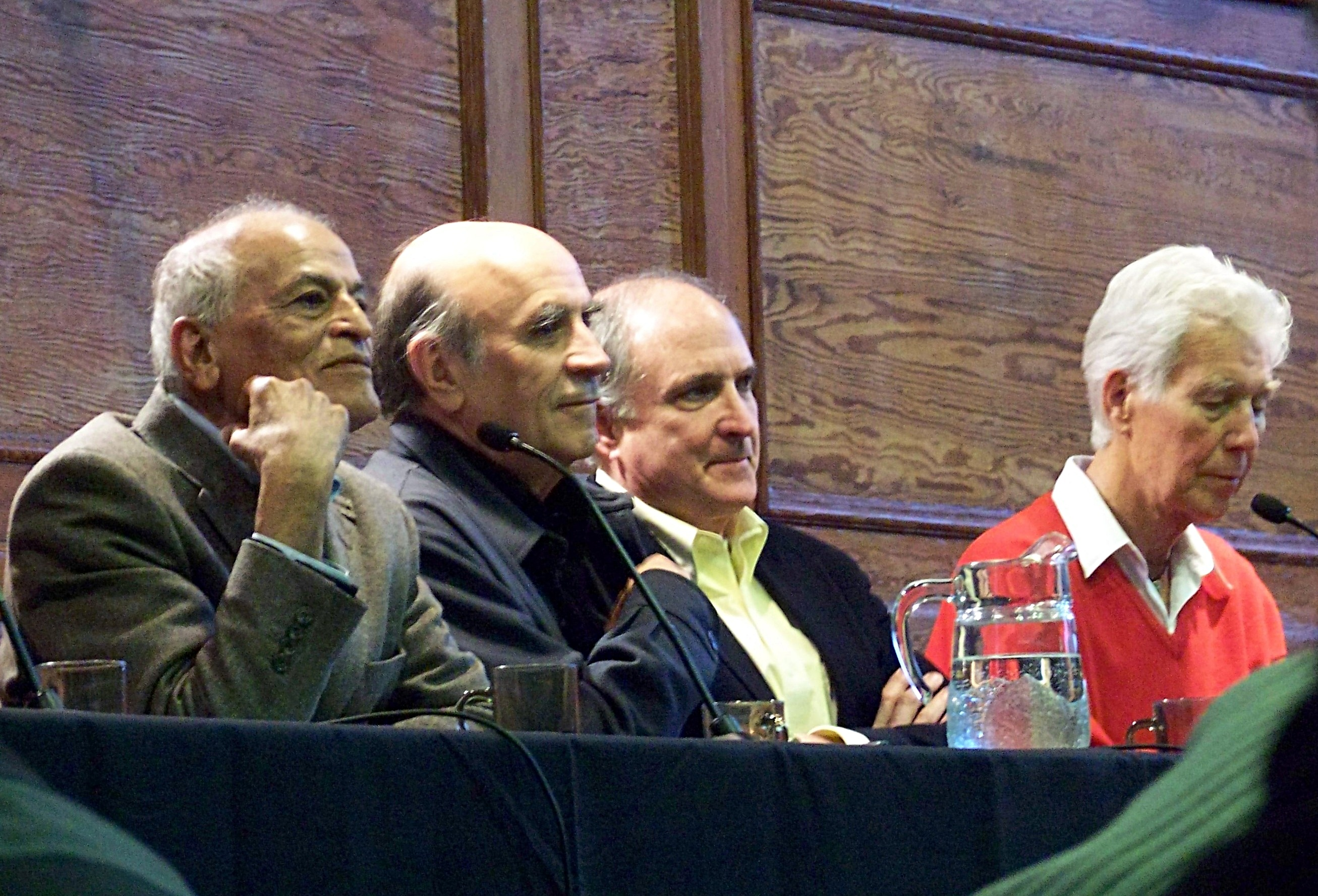
Brian Goodwin (à direita).

Brian Carey Goodwin (Montreal, 1931 — 15 de Julho de 2009) foi um reconhecido matemático e biólogo canadense. Estudou na Universidade McGill e emigrou para o Reino Unido, onde se converteu em professor a tempo completo na Open University até à sua reforma em 1992. Goodwin, um dos fundadores chave do ramo da biologia matemática conhecida como biologia teórica que se centra nos métodos da matemática e da física para compreender os processos biológicos. Seu campo de estudo foi a morfogénese e a evolução, onde desenvolveu uma avaliação crítica do papel da selecção natural.
Membro fundador do Instituto de Santa Fe no Novo México, foi um dos principais defensores da biologia explicada desde a perspectiva dos sistemas complexos. Goodwin defendeu uma unificação da ciência e humanidades. Logo após a sua reforma passou a colaborar com o Schumacher College, situado em Devon, Reino Unido.
Morreu em consequência da queda em sua bicicleta quando se dirigia à faculdade.

### Livros
- 1989. Theoretical Biology: Epigenetic and Evolutionary Order for Complex Systems mit Peter Saunders, Edinburgh University Press, 1989, ISBN 0-85224-600-5
- 1994. Mechanical Engineering of the Cytoskeleton in Developmental Biology (International Review of Cytology), mit Kwang W. Jeon und Richard J. Gordon, Academic Press, London 1994, ISBN 0-12-364553-0
- 1996. Form and Transformation: Generative and Relational Principles in Biology, Cambridge Univ Press, 1996.
- 1997. How the Leopard Changed its Spots: The Evolution of Complexity, Scribner, 1994, ISBN 0-02-544710-6
(deutsch: Der Leopard, der seine Flecken verliert, Piper, München 1997, ISBN 3-492-03873-5)
- 2001. Signs of Life: How Complexity Pervades Biology, mit Ricard V. Sole, Basic Books, 2001, ISBN 0-465-01927-7
- Temporal Organization in Cells
- Analytical Physiology

### Artigos científicos
- Miramontes O, Solé RV, Goodwin BC (2001). Neural networks as sources of chaotic motor activity in ants and how complexity develops at the social scale. International Journal of bifurcation and chaos 11 (6): 1655-1664.
- Goodwin BC (2000). The life of form. Emergent patterns of morphological transformation. Comptes rendus de l'academie des sciencies III - Sciences de la vie-life sciences 323 (1): 15-21
- Goodwin BC. (1997) Temporal organization and disorganization in organisms. Chronobiology international 14 (5): 531-536
- Solé, R., O. Miramontes y Goodwin BC. (1993)Collective Oscillations and Chaos in the Dynamics of Ant Societies. J. Theor. Biol. 161: 343
- Miramontes, O., R. Solé y BC Goodwin (1993), Collective Behaviour of Random-Activated Mobile Cellular Automata. Physica D 63: 145-160